# سبوكين
سبوكين مركز تجاري مهم في وسط شرقي ولاية واشنطن في الولايات المتحدة، ويأتي ترتيبها التالي في المدن بعد سياتل التي تعد من بين كبريات المدن في الولايات المتحدة. يبلغ عدد سكانها 177,196 نسمة، أما سبوكين الكبرى، فيبلغ عدد سكانها 361,364 نسمة. تعمل سبوكين كمركز للمواصلات والتوزيع للإمبراطورية الداخلية. وتغطي هذه المنطقة الغنية بالزراعة والأخشاب والتعدين جزءًا من شرقي واشنطن، وشمالي إيداهو، وغربي مونتانا وشمال شرقي أوريغون.
تستخدم صناعات وتجارة الجملة والتجزئة العديد من العمال في سبوكين. وتوجد بالمدينة حوالي 385 مؤسسة صناعية. تضم منتجاتها المعادن الرئيسية ومنتجات الأخشاب. يقع مطار سبوكين الدولي جنوب شرقي المدينة.

## التركيبة السكانية
حدّد مكتب تعداد الولايات المتحدة بيانات التركيبة السكانية لسبوكين في تعداد الولايات المتحدة. في ما يلي، التركيبة السكانية حسب تعدادي 2000 و2010.

### تعداد عام 2000
بلغ عدد سكان سبوكين 195,629 نسمة بحسب تعداد عام 2000، وبلغ عدد الأسر 81,512 أسرة وعدد العائلات 47,256 عائلة مقيمة في المدينة. في حين سجلت الكثافة السكانية 1,086.9 نسمة لكل كيلومتر مربع (2,815.1/ميل2). وبلغ عدد الوحدات السكنية 87,941 وحدة بمتوسط كثافة قدره 488.6 لكل كيلومتر مربع (1,265.5/ميل2).
وتوزع التركيب العرقي للمدينة بنسبة 89.46% من البيض و2.07% من الأمريكيين الأفارقة و1.76% من الأمريكيين الأصليين و2.25% من الأمريكيين ذوي الأصول الآسيوية و0.19% من سكان جزر المحيط الهادئ و0.88% من الأعراق الأخرى و3.38% من عرقين مختلطين أو أكثر و2.99% من الهسبانيون أو اللاتينيون من أي عرق.
بلغ عدد الأسر 81,512 أسرة كانت نسبة 31.7% منها لديها أطفال تحت سن الثامنة عشر تعيش معهم، وبلغت نسبة الأزواج القاطنين مع بعضهم البعض 41.3% من أصل المجموع الكلي للأسر، ونسبة 12.4% من الأسر كان لديها معيلات من الإناث دون وجود شريك، بينما كانت نسبة 4.2% من الأسر لديها معيلون من الذكور دون وجود شريكة وكانت نسبة 42% من غير العائلات. تألفت نسبة 33.9% من أصل جميع الأسر من عدة أفراد يعيشون في نفس المنزل ونسبة 11.7% كانت تتألف من شخص يعيش بمفرده يبلغ من العمر 65 عاماً أو أكثر. وبلغ متوسط حجم الأسرة المعيشية 2.32، أما متوسط حجم العائلات فبلغ 2.98.
بلغ العمر الوسطي للسكان 34.7 عاماً. وكانت نسبة 24.6% من القاطنين تحت سن الثامنة عشر، وكانت نسبة 10.2% بين الثامنة عشر والرابعة والعشرين عاماً، ونسبة 29% كانت واقعةً في الفئة العمرية ما بين الخامسة والعشرين والرابعة والأربعين عاماً، ونسبة 20.2% كانت ما بين الخامسة والأربعين والرابعة والستين، ونسبة 12.9% كانت ضمن فئة الخامسة والستين عاماً فما فوق. يوجد لكل 100 أنثى 93.0 ذكر، ويوجد لكل 100 أنثى في الثامنة عشر من عمرها فما فوق 90.0 ذكر.
بلغ متوسط دخل الأسرة في المدينة 32,273 دولارًا، أما متوسط دخل العائلة فبلغ 41,316 دولارًا. وكان متوسط دخل الذكور 31,676 دولارًا مقابل 24,833 دولارًا للإناث. وسجل دخل الفرد الخاص بالمدينة 18,451 دولارًا. وكانت نسبة 11.1% من العائلات ونسبة 15.9% من السكان تحت خط الفقر، وكان من هؤلاء نسبة 20.2% تحت سن الثامنة عشر ونسبة 9.6% في الخامسة والستين من العمر وما فوق.

### تعداد عام 2010
بلغ عدد سكان سبوكين 208,916 نسمة بحسب تعداد عام 2010، وبلغ عدد الأسر 87,271 أسرة وعدد العائلات 49,204 عائلة مقيمة في المدينة. في حين سجلت الكثافة السكانية 1,160.7 نسمة لكل كيلومتر مربع (3,006.2/ميل2). وبلغ عدد الوحدات السكنية 94,291 وحدة بمتوسط كثافة قدره 523.9 لكل كيلومتر مربع (1,356.9/ميل2).
وتوزع التركيب العرقي للمدينة بنسبة 86.66% من البيض و2.32% من الأمريكيين الأفارقة و1.99% من الأمريكيين الأصليين و2.56% من الأمريكيين ذوي الأصول الآسيوية و0.58% من سكان جزر المحيط الهادئ و1.34% من الأعراق الأخرى و4.56% من عرقين مختلطين أو أكثر و5.01% من الهسبانيون أو اللاتينيون من أي عرق.
بلغ عدد الأسر 87,271 أسرة كانت نسبة 28.9% منها لديها أطفال تحت سن الثامنة عشر تعيش معهم، وبلغت نسبة الأزواج القاطنين مع بعضهم البعض 38.5% من أصل المجموع الكلي للأسر، ونسبة 12.9% من الأسر كان لديها معيلات من الإناث دون وجود شريك، بينما كانت نسبة 5% من الأسر لديها معيلون من الذكور دون وجود شريكة وكانت نسبة 43.6% من غير العائلات. تألفت نسبة 34.2% من أصل جميع الأسر من عدة أفراد يعيشون في نفس المنزل ونسبة 11% كانت تتألف من شخص يعيش بمفرده يبلغ من العمر 65 عاماً أو أكثر. وبلغ متوسط حجم الأسرة المعيشية 2.31، أما متوسط حجم العائلات فبلغ 2.97.
بلغ العمر الوسطي للسكان 35.0 عاماً. وكانت نسبة 22.4% من القاطنين تحت سن الثامنة عشر، وكانت نسبة 12.2% بين الثامنة عشر والرابعة والعشرين عاماً، ونسبة 27.6% كانت واقعةً في الفئة العمرية ما بين الخامسة والعشرين والرابعة والأربعين عاماً، ونسبة 25% كانت ما بين الخامسة والأربعين والرابعة والستين، ونسبة 12.8% كانت ضمن فئة الخامسة والستين عاماً فما فوق. وتوزع التركيب الجنسي للسكان بنسبة 48.8% ذكور و51.2% إناث.

## المناخ
يظهر الجدول التالي التغييرات المناخية على مدار السنة لسبوكين:
| البيانات المناخية لـسبوكين                         | البيانات المناخية لـسبوكين | البيانات المناخية لـسبوكين | البيانات المناخية لـسبوكين | البيانات المناخية لـسبوكين | البيانات المناخية لـسبوكين | البيانات المناخية لـسبوكين | البيانات المناخية لـسبوكين | البيانات المناخية لـسبوكين | البيانات المناخية لـسبوكين | البيانات المناخية لـسبوكين | البيانات المناخية لـسبوكين | البيانات المناخية لـسبوكين | البيانات المناخية لـسبوكين |
| الشهر                                              | يناير                      | فبراير                     | مارس                       | أبريل                      | مايو                       | يونيو                      | يوليو                      | أغسطس                      | سبتمبر                     | أكتوبر                     | نوفمبر                     | ديسمبر                     | المعدل السنوي              |
| -------------------------------------------------- | -------------------------- | -------------------------- | -------------------------- | -------------------------- | -------------------------- | -------------------------- | -------------------------- | -------------------------- | -------------------------- | -------------------------- | -------------------------- | -------------------------- | -------------------------- |
| الدرجة القصوى °ف (°م)                              | 62 (17)                    | 63 (17)                    | 74 (23)                    | 90 (32)                    | 97 (36)                    | 105 (41)                   | 108 (42)                   | 108 (42)                   | 98 (37)                    | 87 (31)                    | 70 (21)                    | 60 (16)                    | 108 (42)                   |
| الحد الأقصى المتوسط °ف (°م)                        | 47.4 (8.6)                 | 51.8 (11.0)                | 62.7 (17.1)                | 74.6 (23.7)                | 84.8 (29.3)                | 90.5 (32.5)                | 96.8 (36.0)                | 96.5 (35.8)                | 88.8 (31.6)                | 75.2 (24.0)                | 56.2 (13.4)                | 46.9 (8.3)                 | 98.5 (36.9)                |
| متوسط درجة الحرارة الكبرى °ف (°م)                  | 34.4 (1.3)                 | 39.6 (4.2)                 | 48.9 (9.4)                 | 57.2 (14.0)                | 66.4 (19.1)                | 73.8 (23.2)                | 83.3 (28.5)                | 82.9 (28.3)                | 72.9 (22.7)                | 58.0 (14.4)                | 41.6 (5.3)                 | 32.2 (0.1)                 | 57.7 (14.3)                |
| متوسط درجة الحرارة الصغرى °ف (°م)                  | 24.7 (−4.1)                | 26.4 (−3.1)                | 31.6 (−0.2)                | 36.8 (2.7)                 | 43.8 (6.6)                 | 50.4 (10.2)                | 56.3 (13.5)                | 55.8 (13.2)                | 47.4 (8.6)                 | 37.2 (2.9)                 | 29.8 (−1.2)                | 22.5 (−5.3)                | 38.6 (3.7)                 |
| الحد الأدنى المتوسط °ف (°م)                        | 3.3 (−15.9)                | 8.7 (−12.9)                | 18.4 (−7.6)                | 25.6 (−3.6)                | 30.8 (−0.7)                | 39.0 (3.9)                 | 44.7 (7.1)                 | 44.1 (6.7)                 | 33.7 (0.9)                 | 21.9 (−5.6)                | 12.3 (−10.9)               | 3.0 (−16.1)                | −6.0 (−21.1)               |
| أدنى درجة حرارة °ف (°م)                            | −30 (−34)                  | −24 (−31)                  | −10 (−23)                  | 14 (−10)                   | 24 (−4)                    | 33 (1)                     | 37 (3)                     | 35 (2)                     | 22 (−6)                    | 7 (−14)                    | −21 (−29)                  | −25 (−32)                  | −30 (−34)                  |
| الهطول إنش (مم)                                    | 1.79 (45)                  | 1.33 (34)                  | 1.61 (41)                  | 1.28 (33)                  | 1.62 (41)                  | 1.25 (32)                  | 0.64 (16)                  | 0.59 (15)                  | 0.67 (17)                  | 1.18 (30)                  | 2.30 (58)                  | 2.30 (58)                  | 16.56 (421)                |
| متوسط تساقط الثلوج إنش (سم)                        | 11.4 (29)                  | 6.8 (17)                   | 3.5 (8.9)                  | 1.0 (2.5)                  | 0.1 (0.25)                 | 0.0 (0.0)                  | 0.0 (0.0)                  | 0.0 (0.0)                  | 0.0 (0.0)                  | 0.1 (0.25)                 | 7.4 (19)                   | 14.6 (37)                  | 44.9 (114)                 |
| متوسط أيام هطول الأمطار (≥ 0.01 in)                | 13.4                       | 10.4                       | 11.6                       | 10.1                       | 10.2                       | 7.9                        | 5.0                        | 3.8                        | 5.1                        | 7.8                        | 13.7                       | 13.2                       | 112.2                      |
| متوسط الأيام المثلجة (≥ 0.1 in)                    | 9.0                        | 5.0                        | 3.9                        | 1.1                        | 0.4                        | 0.0                        | 0.0                        | 0.0                        | 0.0                        | 0.3                        | 4.9                        | 9.8                        | 34.4                       |
| متوسط الرطوبة النسبية (%)                          | 82.5                       | 79.1                       | 70.3                       | 61.0                       | 58.2                       | 53.9                       | 44.0                       | 45.0                       | 53.9                       | 66.6                       | 82.7                       | 85.5                       | 65.2                       |
| ساعات سطوع الشمس الشهرية                           | 78.3                       | 118.0                      | 199.3                      | 242.3                      | 296.7                      | 322.8                      | 382.4                      | 340.4                      | 271.2                      | 191.0                      | 73.8                       | 59.1                       | 2٬575٫3                    |
| نسبة وصول أشعة الشمس                               | 28                         | 41                         | 54                         | 59                         | 63                         | 68                         | 79                         | 77                         | 72                         | 57                         | 26                         | 22                         | 54                         |
| المصدر: NOAA (relative humidity and sun 1961–1990) |                            |                            |                            |                            |                            |                            |                            |                            |                            |                            |                            |                            |                            |

## توأمة
لسبوكين اتفاقيات توأمة مع كل من:
- محج قلعة (1987 - 1990)[9]
- نيشينومايا (1961 - )
- ليمريك (1990 - )
- جيتشون (1999 - )
- مدينة جيلين (1987 - )
- لوبيك

## أعلام
- بيلي تيبتون
- بول يوهانسون
- كريج تي نيلسون
- تشاك جونز
- جون بابكوك
- بوتش فان بريدا كولف
- جورج تورنر
- جون ستوكتون
- ماريون إي. هاي
- ريان لويس